# Campionati Internazionali di Sicilia 1985
I Campionati Internazionali di Sicilia 1985 sono stati un torneo di tennis giocato sulla terra rossa. È stata la 6ª edizione dei Campionati Internazionali di Sicilia, che fanno parte del Nabisco Grand Prix 1985. Si sono giocati a Palermo in Italia, dal 9 al 15 settembre 1985.

## Campioni

### Singolare
Thierry Tulasne ha battuto in finale  Joakim Nyström con il punteggio di 6–2, 6–0

### Doppio
Colin Dowdeswell /  Joakim Nyström hanno battuto in finale  Sergio Casal /  Emilio Sánchez con il punteggio di 6–4, 6–7, 7–6